# (464171) 2015 AA63
(464171) 2015 AA63 es un asteroide perteneciente al cinturón de asteroides, descubierto el 12 de marzo de 2002 por el equipo Spacewatch desde el Observatorio Nacional de Kitt Peak (Arizona, Estados Unidos).